# Horst Peter Dollinger
Horst Peter Dollinger (* 12. Juli 1927 in Schwäbisch Gmünd; † 3. April 2020 in Stuttgart) war ein deutscher Architekt, Maler und Buchautor.

## Leben
Dollinger wurde mit 16 Jahren 1944 zum Kriegsdienst eingezogen. Seine Stationen waren die Flugzeugführerschule Kaufbeuren, die Fallschirmsprungschule Gardelegen und Einsätze mit wiederholter Feindberührung als 1. Kompaniemelder.

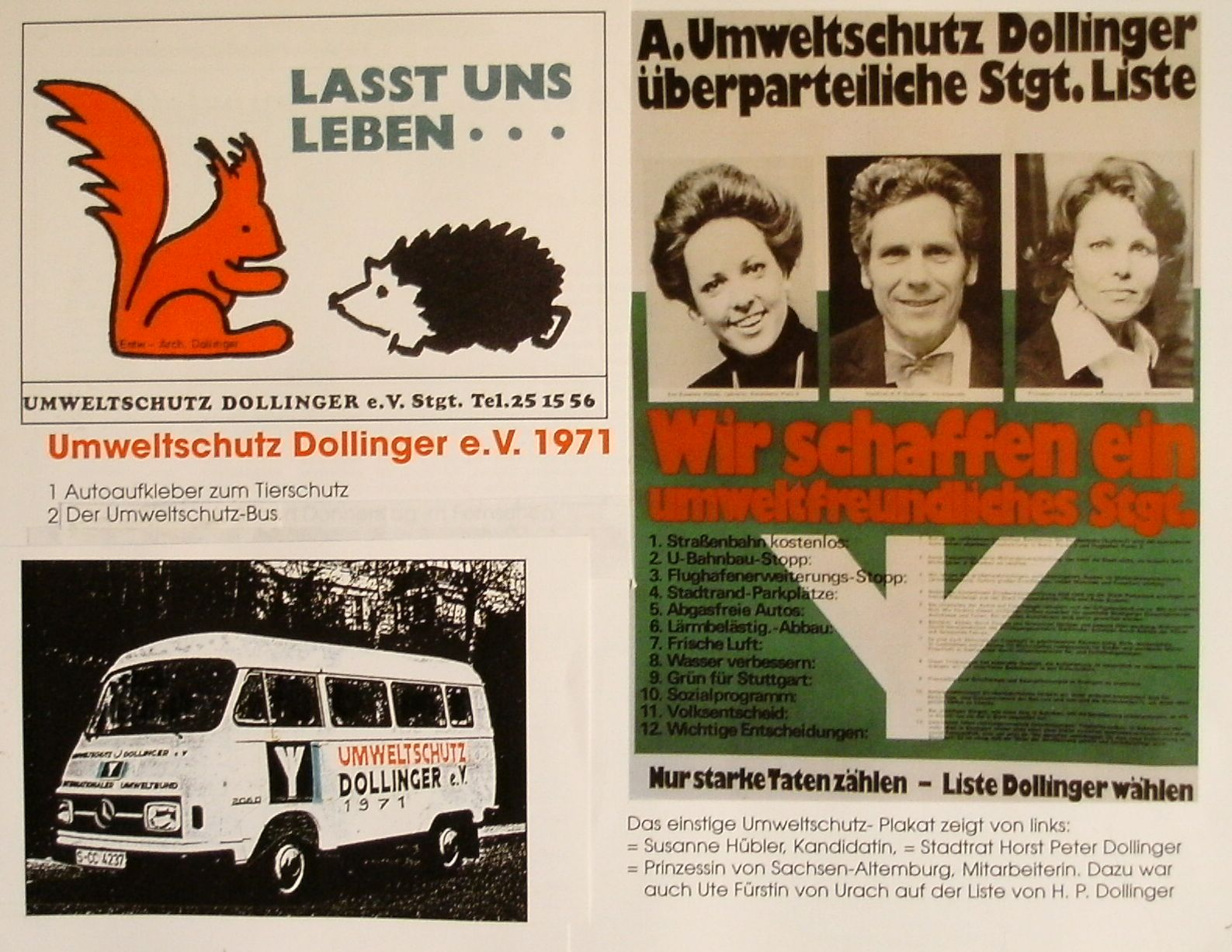
Horst Peter Dollinger Umwelt

Nach seiner Ausbildung folgte seine erste Anstellung im Kreisbauamt Bad Saulgau im Jahr 1953. Dort fertigte er unter anderem Entwürfe für ein Rathaus, ein Kreiskrankenhaus und mehrere Bebauungspläne an. Zu dieser Zeit bekam er bereits private Bauaufträge und machte sich früh selbstständig. Als junger Architekt von 27 Jahren bekam er 1957 den Alleinauftrag zum Neubau des 34 Meter hohen Industriehochhauses der Firma Ritz und Schweizer. Es folgten Filmtheaterbauten, Schulen, eine Kirche, eine Friedhofshalle, Gewerbebauten, Wohnblöcke, ein großes Terrassenhaus und ausgefallene Bungalows. 
Im Jahre 1966 wurde Dollinger in das Richard-Neutra-Institut, Los Angeles, USA aufgenommen; 1967 bekam er von Richard Neutra das Angebot einer Professur in den USA, das er aus persönlichen Gründen ablehnte. Er wurde 1986 in das Organisationskomitee der UN University for Peace der Vereinten Nationen, USA berufen. 1994 wurde er als Universitätsprofessor nach Brasilien berufen.
Dollinger war politisch aktiv. Von 1971 bis 1980 war er Stadtrat der Landeshauptstadt Stuttgart und stellvertretender Fraktionsvorsitzender. Ab 1971 war er Präsident des Umweltschutz Dollinger e.V. 1971, der Nichtraucherschutz, das Ende der Atomkraft und bleifreies Benzin forderte.

## Architektur
Er entwickelte bereits in den 1960er Jahren Systeme, die Pflanzen systematisch in die Architektur einbeziehen, unter anderem den „Grünen Bungalow-Turm“, das System der „Schwebenden Gärten“, das „Ypsilonhaus“ und das „T-Haus“. Ein Windkraftwerk entwarf er 1962. Das Projekt eines 3-Mast-Fernsehturms in Berlin entstand 1966. Zur Weltausstellung 1967 beschloss der Bürgermeister von Montreal, Dollingers Wohnkabinenturm zu bauen. Das Projekt kam aufgrund der für den 100 m hohen Turm als zu knapp erachteten Bauzeit nicht zur Ausführung. Darüber hinaus plante er ab 1966 die Stadt Neusaar für 30.000 Menschen nahe Saarbrücken.

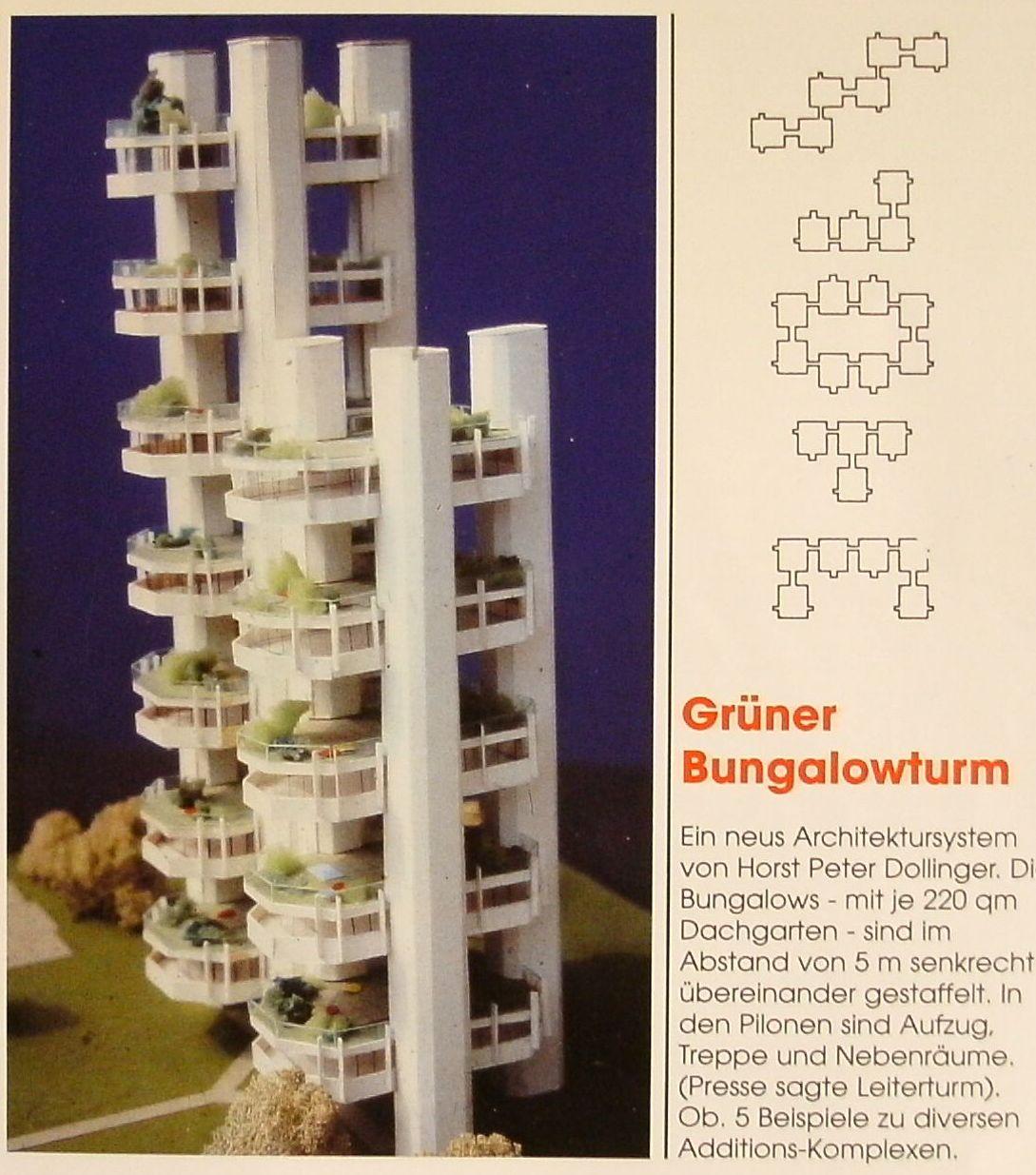
Grüner Bungalowturm
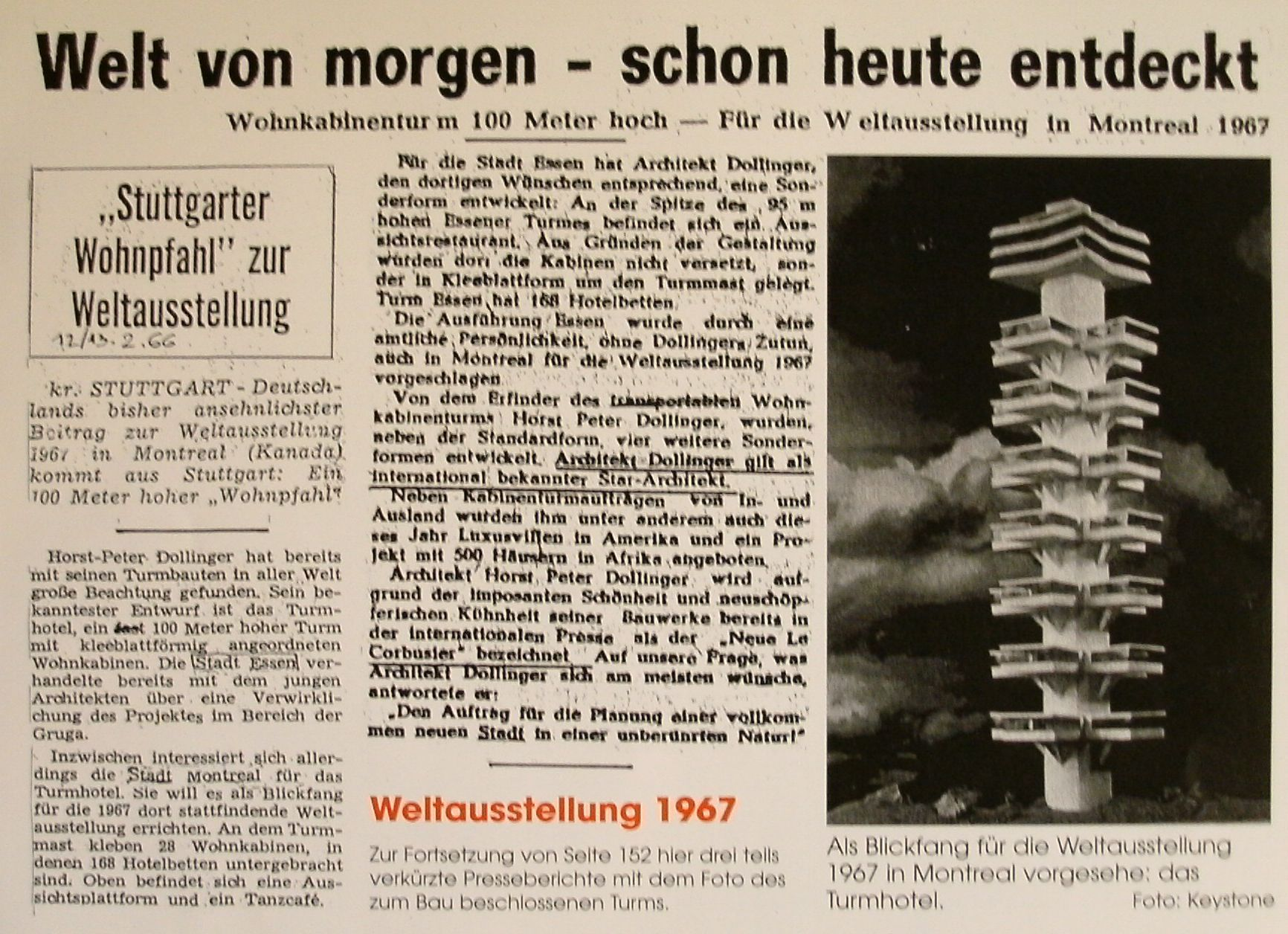
Montreal

## Malerei
Horst Peter Dollinger war ein Schüler von Max Ackermann, dessen Museum er plante. Er entwickelte selbst neue Techniken und einen eigenen Malstil. Seine Darstellungen beinhalten vor allem dynamische Motive: Wellen, Strahlen, Eruptionen. Er selbst bezeichnet seinen Malstil als „Dynamische Harmonie“. Drei Museen kauften seine Gemälde: Das Museum Stuttgart erwarb 1986 ein Gemälde, das Museum Schwäbisch Gmünd kaufte 1990 ein Bild, das Museum Würth in Künzelsau 2009.

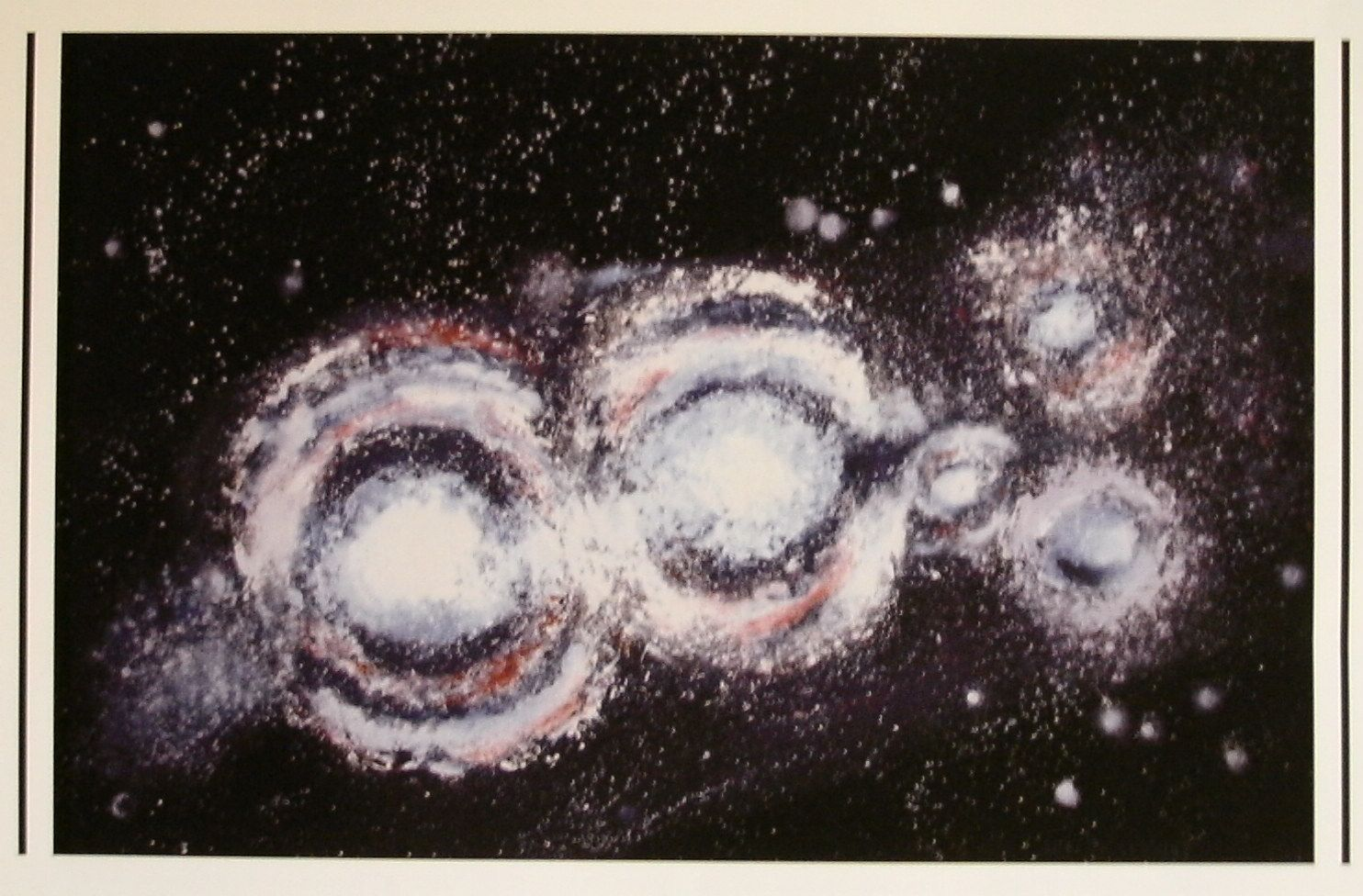
Die Fünf Galaxien
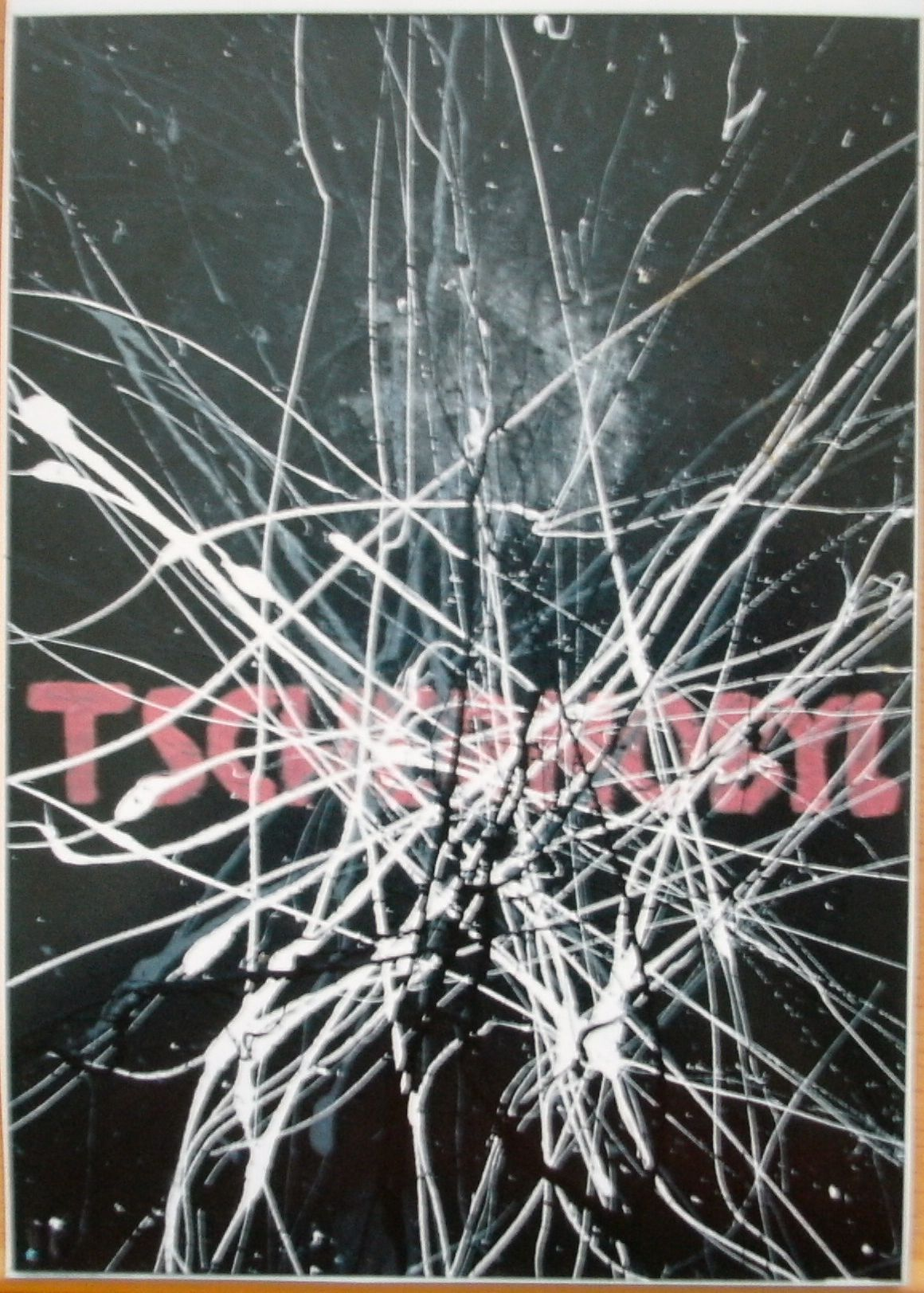
Tschernobyl
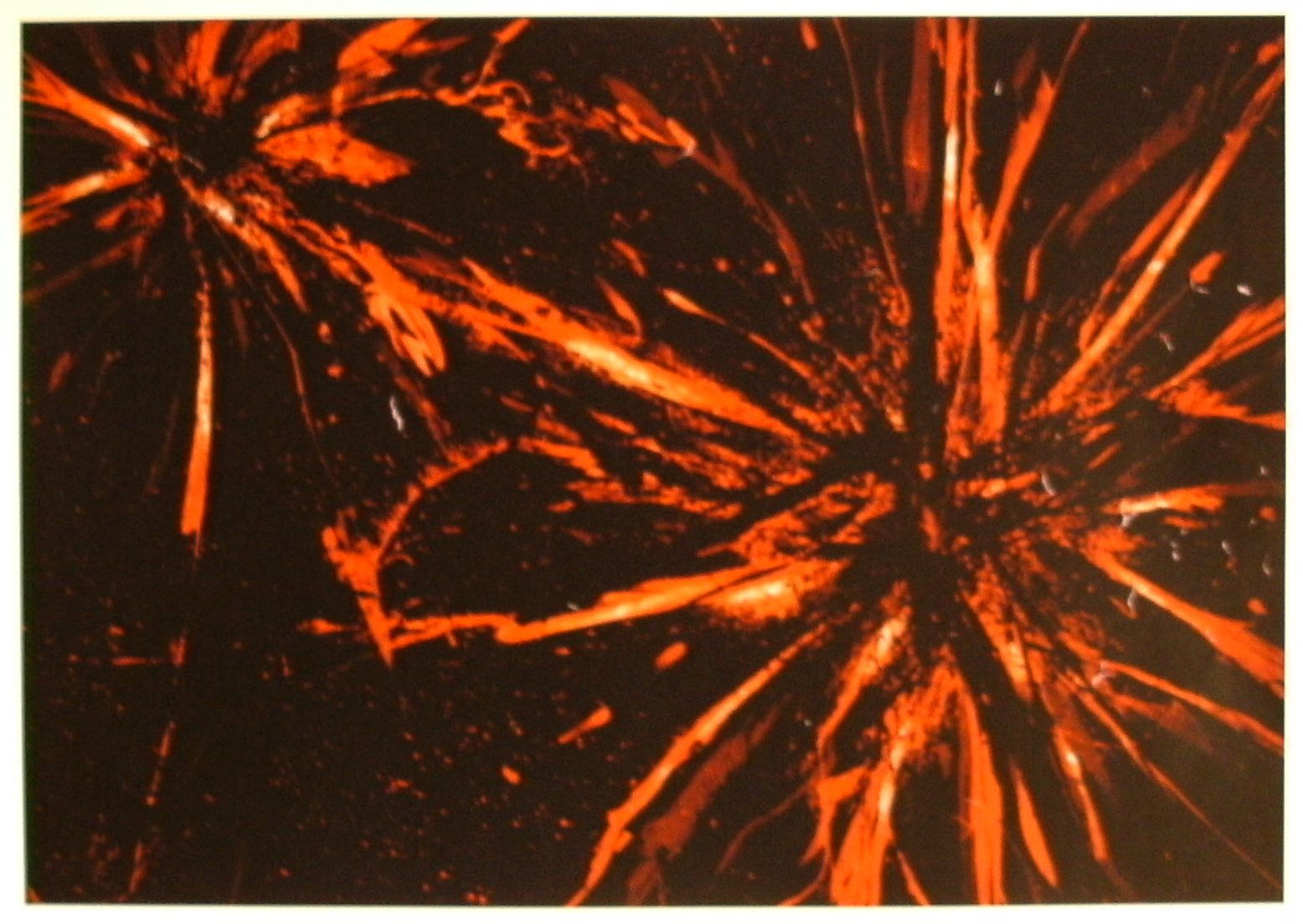
Ein Stern entsteht

## Ausstellungen (Auswahl)
- 1961 Musée Rodin, Paris
- 1962 Rathaus, Stuttgart
- 1963 Musée Rodin, Paris
- 1965 in 100 Rue du Cherche-Midi, Paris
- 1966 Staatsbauschule, Stuttgart
- 1967 in 100 Rue du Cherche-Midi, Paris
- 1968 Messe am Killesberg, Stuttgart
- 1969 Musée Rodin, Paris
- 1970 Leineschloss, Hannover
- 1971 Hindenburgbau, Galerie Greiner, Stuttgart
- 1985 Galerie Dorn, Stuttgart
- 1989 Württembergische Handelsbank, Stuttgart
- 1990 Galerie Klimas, Heidelberg
- 1991 Galerie der europäischen Kulturgemeinschaft, Straßburg
- 2005 Galerie Königsblau, Stuttgart

## Bücher
- Erfolg wie? Schmeißer, Stuttgart 1962.
- Material Struktur Ornament Moos, München 1964.
- Material Struktura Ornamento Editorial G. Gili, Barcelona 1965.